# Жіноча збірна України з баскетболу
Жіноча збірна України з баскетболу — жіноча збірна команда України, яка представляла цю країну на міжнародних баскетбольних змаганнях. Керуючим органом збірної виступає Федерація баскетболу України. Чемпіон Європи з баскетболу у 1995 році.

## Історія
Українська збірна сформувалася після розпаду СРСР, у 1992 році вона стала членом ФІБА.
Збірна дебютувала на міжнародній арені на чемпіонаті Європи з баскетболу у 1995 році, де стала Чемпіоном Європи. У складі команди виділялись дві олімпійські чемпіонки 1992, які виступали за збірну СНД: Марина Ткаченко та Олена Жирко.
У наступному році збірна України виступала на Олімпіаді 1996, де у матчі за 3-е місце поступилася збірній Австралії: 56:66.
Потім настав спад у грі збірної — вісім потраплянь у фінальну частину чемпіонату Європи, де двічі посіла 10-е місце — у 1997 (тренер Ісак Майзлін) та 2017 роках, як наслідок, відсутність команди на світових форумах.

## Результати

### Олімпійські ігри
- 1996 4-те місце

Учасниці Олімпіади: Руслана Кириченко, Вікторія Буренок, Олена Жирко, Олена Оберемко, Вікторія Парадіз, Марина Ткаченко, Вікторія Лелека, Оксана Довгалюк, Діана Садовникова, Наталія Сильянова, Ольга Шляхова, Людмила Назаренко.

### Чемпіонат Європи
- 1995  1-ше місце
- 1997 10-те місце
- 2001 11-те місце
- 2003 11-те місце
- 2009 13-те місце
- 2013 16-те місце
- 2015 16-те місце
- 2017 10-те місце
- 2019 16-те місце

Чемпіонки Європи 1995 року: Руслана Кириченко, Вікторія Буренок, Олена Жирко, Олена Оберемко, Олена Вергун, Марина Ткаченко, Вікторія Навроцька, Оксана Довгалюк, Олена Вєхова, Наталія Сильянова, Ольга Шляхова, Людмила Назаренко.

## Поточний склад
Склад збірної у відбірковому турнірі на чемпіонат Європи проти команд Сербії, Португалії та Північної Македонії
| N° | Спортсменка         | Дата народження   | Зріст, см | Позиція                  | Клуб                   |
| -- | ------------------- | ----------------- | --------- | ------------------------ | ---------------------- |
| 3  | Дар'я Дубнюк        | 22 липня, 2002    | 175       | Розігруюча захисниця     | Полонія                |
| 5  | Вікторія Балабан    | 11 березня, 1997  | 175       | Атакувальна захисниця    | Нептунас               |
| 8  | Кристина Філевич    | 15 червня, 1991   | 182       | Легка форвардка          | Київ-Баскет            |
| 10 | Ольга Мазніченко    | 24 липня, 1991    | 190       | Центрова/Важка форвардка | Орлі                   |
| 11 | Владислава Волошина | 3 червня, 2000    | 180       | Атакувальна захисниця    | Туран                  |
| 12 | Євгенія Путра       | 23 червня, 2004   | 191       | Центрова                 | Ружомберок             |
| 13 | Олена Бойко         | 16 січня, 1997    | 190       | Важка форвардка          | Егаді Яхт Гольфобаскет |
| 15 | Єлизавета Мітіна    | 5 листопада, 1998 | 171       | Атакувальна захисниця    | Томіріс                |
| 19 | Міріам Уро-Нілє     | 21 жовтня, 1994   | 188       | Центрова                 | Ньйон                  |
| 21 | Тетяна Юркевічус    | 17 січня, 1995    | 184       | Важка форвардка          | Брексія                |
| 23 | Аліна Ягупова       | 9 лютого, 1992    | 186       | Важка форвардка          | Валенсія               |
| 35 | Вероніка Любінець   | 22 липня, 1999    | 190       | Центрова                 | Локомотив Трутнов      |